# Hinlopen (familie)
De familie Hinlopen kent twee verschillende takken. De Amsterdamse tak, hieronder verder gespecificeerd, en de Hoornse/Utrechtse tak. De stamvader van deze familie is waarschijnlijk Otto Jelmerszoon Hinlopen (ca. 1530 -?)

## De Amsterdamse tak
De familie Hinlopen was een Amsterdamse familie waarvan diverse leden tot de 250 rijkste uit de Gouden Eeuw behoorden. Het is niet precies bekend wanneer de familie van Brabant naar Amsterdam is gevlucht. Jacob J. Hinlopen was de eerste Vlaamse immigrant die in 1618 tot de Amsterdamse vroedschap werd toegelaten. De familie Hinlopen verspreidde zich via Bengalen ook in de Kaapkolonie. In het begin van de 19e eeuw stierf de familie Hinlopen uit.
- Jacob J. Hinlopen (ca. 1550-1612). Hij trouwde met Lijnken Jacobsdr (-1613). Hij noemt zich als eerste Hinlopen, naar zijn huis op de Nieuwendijk 155.
  - Tymen J. Hinlopen (1572-1637) - koopman en medeoprichter van de Noordsche Compagnie. Hij trouwde in 1612 met Anna Verlaer (-1644)
    - Michiel Hinlopen (1619-1708) - kunstverzamelaar en grondlegger van een belangrijke prentenverzameling

  - Jacob J. Hinlopen (1582-1629) - koopman, raad in de vroedschap en medeoprichter van de VOC-Kamer Enkhuizen. Hij trouwde in 1618 met Sara de Wael (-23 augustus 1652). 
    - Catharina Hinlopen (1619-1678). Zij trouwde in 1642 met Michiel Popta; woonde op de Herengracht
    - Jacob J. Hinlopen (1621-1679) - schepen, kunstverzamelaar. Hij trouwde in 1642 met Anna Tholinx (-1672)
      - Jacob J. Hinlopen (1644-1705) - burgemeester van Amsterdam en bewindhebber van de VOC. Hij trouwde met zijn volle nicht Debora Popta (14 juni 1644-9 juli 1700)
        - Jacob J. Hinlopen (1668-1698) - directeur van de Sociëteit van Suriname. Hij trouwde met Hester Ranst (1671-1750)
          - Hester Hinlopen (21 oktober 1689-29 juli 1767). Zij trouwde in 1707 met Gerrit Hooft (1687-1767)
          - Jacob J. Hinlopen (4 februari 1691-?) erfde in 1716 Herengracht 527 van zijn grootvader Constantin Ranst, maar verhuurde het aan tsaar Peter de Grote.

      - Adriana Hinlopen (4 december 1646-5 juli 1736). Zij trouwde met Johannes Wijbrants (1639-), de tweelingbroer van Lucia Wijbrants

    - Sara Hinlopen (11 oktober 1623-9 april 1658). Zij trouwde met Hendrick Reael (-1656)
    - Jan J. Hinlopen (1624-1666) schepen. Hij trouwde (1) met Leonora Huydecoper van Maarsseveen. Hij trouwde (2) met Lucia Wijbrants. De weduwe hertrouwde in 1672 Johan van Nellesteyn.
      - Sara Hinlopen (1660-1749). Zij trouwde met Albert Geelvinck, directeur van de Sociëteit van Suriname, woonde op Herengracht 518

    - Frans J. Hinlopen (1628-1656)

  - Frans J. Hinlopen (1583-20 juni 1628). Hij trouwde in 1610 met Cornelia Oetgens (1586-1651). 
    - Catalina Hinlopen (1612-1677). Zij trouwde in 1629 met Willem Six (1610-1652).
    - Jacob F. Hinlopen (1618-1671), baljuw van Purmerend. Hij trouwde in 1642 met Maria Huydecoper van Maarsseveen (-1658)
      - Maria Hinlopen (Vermaas) (1645-1680) trouwde met Frans Six[2]
      - Johan J. Hinlopen (1648-1709) was de eerste eigenaar van de Hartekamp bij Bennebroek
      - Aletta of Alida Hinlopen (1649-). Zij trouwde in 1669 met Johan Bax van Herenthals in Batavia. In 1676 werd Bax gouverneur van de Kaapkolonie.[3] In 1682 hertrouwde zij met Jan van Leenen.[4] Zij verkocht diverse slaven, afkomstig van de Malabarkust.[5]
      - Balthasar Hinlopen (1652-1679), directeur van de VOC in Birma, toentertijd het Koninkrijk Arakan
      - Isabella Cornelia Hinlopen (1656-1719)
      - Anna Elisabeth Hinlopen (1657-1717?) trouwde in 1670[6] met Pieter Hofmeester (30 mei 1638-mei 1673) uit Delft en vervolgens met Joan van Oosterwijck.
      - Hieronimus Hinlopen (1658-?)

  - Aeltje Hinlopen (1584-11 juli 1620). Zij trouwde met Bartholomeus Munter; hij werd in 1621 verbannen vanwege valsmunterij.
  - Geertruid Hinlopen (1587-8 juli 1622). Zij trouwde in 1620 met de weduwnaar Jacques Nicquet (1573-1642), die het jaar daarop voor 600.000 gulden het schip inging, inclusief haar bruidsschat van 90.000 gulden. Haar broers probeerden zo veel mogelijk uit het faillissement te redden.
  - Itgen Hinlopen (-20 maart 1623)